# Morte de David McAtee
Em 1º de junho de 2020, David McAtee, um homem afro-americano, foi morto a tiros pelas forças da lei em Louisville, Kentucky, durante protestos pelas mortes de George Floyd e Breonna Taylor, em 1º de junho de 2020. O Departamento de Polícia Metropolinata de Louisville (LMPD) e a Guarda Nacional de Kentucky estavam na área para impor um toque de recolher quando, segundo as autoridades, a polícia e os soldados foram atacados, e dois oficiais de Louisville e dois guardas nacionais devolveram o fogo, matando McAtee. As câmeras de corpo da polícia envolvida foram desativadas durante o tiroteio. O chefe da polícia de Louisville, Steve Conrad, foi demitido horas depois.

## Incidente
McAtee, que dirigia uma churrasqueira conhecida como BBQ Shack de Yaya, e sua mãe, Odessa Riley, estavam presentes em uma grande reunião no estacionamento de um mercado local de alimentos que a Polícia de Louisville e a Guarda Nacional de Kentucky estavam tentando dispersar. A churrasqueira de McAtee ficava ao lado do estacionamento onde a multidão se reunira. Testemunhas no meio da multidão afirmaram que a reunião era separada dos protestos e era uma festa semanal no bairro, onde McAtee servia comida de sua barraca de churrasco. Eles alegam que os soldados haviam encaixotado a multidão na área, causando pânico, o que resultou em pessoas correndo em direção ao estande. Segundo a declaração do LMPD, um indivíduo na multidão abriu fogo contra os oficiais armados, que devolveram o fogo. Algumas das balas disparadas pelos agentes atingiram McAtee, matando-o no local.

## Investigações
Em 1.º de junho, o governador Andy Beshear ordenou que a Polícia Estadual do Kentucky investigasse o tiroteio através de um esforço conjunto com o Escritório de Campo do FBI em Louisville e o Escritório de Advocacia dos EUA no Distrito Oeste de Kentucky. Em 2 de junho, o chefe interino do LMPD Schroeder disse que as imagens das câmeras de segurança mostraram McAtee disparando uma arma enquanto os policiais abordavam seus negócios durante a limpeza de um estacionamento próximo. Segundo Schroeder, as perguntas permaneciam "incluindo por que ele disparou e onde estavam os policiais no momento em que atirou?"
Um vídeo de vigilância e um vídeo de espectador mostraram a polícia disparando pelo menos duas bolas de pimenta do lado de fora do restaurante de McAtee em direção a seus parentes e a ele. Uma bateu numa garrafa em uma mesa ao ar livre e o outro bateu na porta, quase atingindo a sobrinha de McAtee na cabeça. Segundo a polícia, sua política é atirar bolas no chão diante da multidão. Em resposta, McAtee pegou sua arma e parece ter disparado. O The Guardian descreveu que o vídeo mostra que McAtee "levanta o braço no ar", que é "um movimento consistente com o disparo de um tiro de aviso".

## Consequências
O prefeito Greg Fischer demitiu o chefe do LMPD, Steve Conrad, depois de saber que os policiais envolvidos no tiroteio de McAtee não tinham suas câmeras corporais ligadas. O vice-chefe Robert Schroeder foi colocado no comando do departamento como chefe de polícia interino.
Muitos moradores e manifestantes levantaram preocupações sobre o motivo pelo qual tantos oficiais e tropas estavam no local, já que o protesto mais significativo naquela noite foi a cerca de 20 quarteirões de distância. Eles também alegaram que o grupo nem estava protestando, mas sim clientes da loja e carrinho de churrasco. Outros levantaram questões sobre por que balas de borracha foram usadas em Highlands, mas balas reais no West End.

Uma das policiais envolvidas no tiroteio, a oficial Katie Crews, tornou-se objeto de uma investigação de padrões profissionais em 2 de junho, depois de publicar uma foto de uma manifestante oferecendo flores durante um protesto em 28 de maio. A foto mostra as Crews em pé em uma linha policial com outros policiais, enquanto uma manifestante branca segura flores perto do peito de Crews. Ela legendou a foto com "Espero que as bolinhas de pimenta que ela acendeu um pouco mais tarde machuquem" e alegou que a manifestante estava tentando provocar uma reação dela com provocações e terminou a legenda com "Volte e pegue algumas garota mais velhas, estarei na linha novamente hoje à noite".

## Reações
O presidente do Conselho Metropolitano, David James, descreveu-se como um amigo pessoal próximo de McAtee e o descreveu como um homem bom que amava seu bairro e cidade.
A mãe de McAtee disse aos repórteres que ele era conhecido pelos policiais e pela comunidade, e que ele havia alimentado todos os policiais e se juntava a eles para discussões enquanto eles comiam.